# 座頭相撲
座頭相撲（ざとうずもう）とは、盲人同士、また盲目の男性と晴眼の女性との取り組みによる相撲興行である。

## 概略
上記のいずれもが永享2年、江戸両国で興行されたのが最初である。永享3年の「俳諧時津風」に「座頭角力」という題で「のばす手はなでるやうなる柳かな」とあり、明和年間に最も流行したらしく、「街談録」明和6年の項に「浅草寺境内盲の角力、盲と女角力」とあり、「浪華見世物年鑑」明和6年の条に「難波新地曲馬前にて盲人角力、坂町裏にて盲人と女角力」とあり、同年の「続談海」に「当年両国橋にて座頭の角力取をいたし大に時行る」とある。座頭（盲人）が土俵上で手探りで取り組むさまがおかしがられ、当時の人々に喜ばれた。また、盲人男性と晴眼女性との取り組みが一部の好色な常連の見物の評判を得て、座頭相撲の単独興行は行なわれなくなり、安永頃からは衆人環視の中で醜態を演じることが再三あり、そのために禁じられた。文政になって盲人と女性との相撲興行の一団が組織され、大坂下り江戸両国広小路における興行が文政9年、引き札に添えて番付を配り、高い評判を博したが、その後、人気は座頭相撲から女相撲に移り、ついに明治5年、男女相撲の見世物が差し止められた。